# Frederik Christian Christiani
Frederik Christian Christiani (25. maj 1819 i København – 10. oktober 1888) var en dansk officer og korttegner, bror til præsten Emil Christiani.
Han var en søn af krigsråd Christian Friedrich Christiani og Helena Catharina f. Colding. Christiani blev officer 1838, kaptajn 1850, oberst i forstærkningen 1871 og afskedigedes 1882. Han tog i den første slesvigske krig del i kampene ved Bov og Slesvig samt i forsvaret af Frederiksstad. I krigen 1864 tog han del i kampene ved Bustrup og ved Dybbøl 18. april. Christiani har gjort sig bekendt som korttegner og har iblandt andet udarbejdet, tegnet og litograferet smukke skolekort. Han døde 10. oktober 1888.
Han ægtede 1847 Anna Cathrine Køhling, som døde 1848, og derefter 1850 Elise Sophie Storm, datter af pastor Frederik Storm i Kerte.
Han nævnes i Haandbog for Hæren 1868 som Ridder af Dannebrog og Dannebrogsmand.